# Henry Dübs
Henry Dübs (* 1816 in Guntersblum, Großherzogtum Hessen; † 24. April 1876 in Glasgow, Vereinigtes Königreich), geboren als Heinrich Dübs, war ein in Deutschland geborener britischer Kaufmann und Ingenieur. Er war der Gründer von Dübs and Company, zur damaligen Zeit der zweitgrößte Lokomotivhersteller in Großbritannien.

## Leben
Dübs absolvierte eine Lehre in einem Maschinen- und Werkzeuggeschäft. Mit 21 Jahren, nachdem er weitere Erfahrungen in Mainz und Aachen gesammelt hatte, wurde er Verkaufsleiter eines Maschinengeschäftes. Danach ging er nach England und wurde Betriebsleiter der Vulcan Foundry, einem Lokomotivhersteller in der Nähe von Warrington, Lancashire. 1842 anglisierte er seinen Namen in Henry Dübs.
Von 1842 bis 1858 arbeitete Dübs für den Lokomotivbauer Beyer-Peacock in Manchester. Er verlor 1857 seine Position als Betriebsleiter aus Gründen, die mehr in seinem Führungsstil lagen als in seinen technischen Fähigkeiten. 1858 wurde Dübs Betriebsleiter und Unternehmenspartner des in Clydeside ansässigen Maschinen- und Lokomotivbauers Neilson and Company. Er löste den Betriebsleiter James Reid wegen seiner Lokomotivbaukenntnisse ab. Neilson and Company wurde zu dieser Zeit von einem allgemeinen Maschinenbaukonzern in einen auf Lokomotivbau spezialisierten Betrieb umgestaltet.
1863 beendete Dübs seine Partnerschaft bei Neilson and Company und gründete seine eigene Lokomotivbaugesellschaft. Mit Walter Neilson vereinbart er, dass dieses Werk nicht näher als drei Meilen an dessen neuen Produktionsstätte Hyde Park Works in Springburn in Glasgow liegen dürfe. Deshalb wählte Dübs die Südseite Glasgows und begann 1864 seine Produktion in Queens Park in Polmadie unter dem Namen Glasgow Locomotive Works.
Dübs neue Firma, Dübs and Company, erwies sich bald als erfolgreich. Trotz Meinungsverschiedenheiten mit Walter Neilson von Neilson and Company erreichte Dübs, dass eine Reihe von Arbeitnehmern von Neilson für ihn arbeiteten, darunter Neilsons Chefzeichner. Außerdem bestellten eine Reihe von ehemaligen Kunden von Neilson bei Dübs. Der Dampflokomotivbau bildete das Hauptgeschäft. Dubs & Co stellte zudem Zugmaschinen und Dampfkräne her. Weiter ist bemerkenswert, dass es das erste Unternehmen war, das ab 1866 Frauen im Zeichenbüro beschäftigte.
Henry Dübs starb 1876 an Bauchspeicheldrüsenkrebs im Alter von 60 Jahren. Sein Grabstein steht auf dem Glasgow Necropolis.
Dübs Nachfolger als geschäftsführender Gesellschafter war William Lorimer, der 1864 dem Unternehmen beigetreten. Lorimer behielt diese Position bis 1903.
Nach Dübs Tod steigerte das Unternehmen seine Exportgeschäfte. 1903 fusionierte es mit dem Lokomotivenbauer Sharp, Stewart and Company und Neilson, Reid and Company aus Manchester. Diese bildeten die North British Locomotive Company (NBL).